# Larentia oraria
Larentia oraria är en fjärilsart som beskrevs av Alfred Philpott 1903. Larentia oraria ingår i släktet Larentia och familjen mätare. Inga underarter finns listade i Catalogue of Life.